# Reinhard Kroll
Reinhard „Django“ Kroll  (* 22. November 1954 in Westerland/Sylt; † 7. Juli 2015 in Dortmund) war ein deutscher Jazzmusiker (Bass).

## Wirken
Django Kroll war bereits als Jugendlicher in der Iserlohner Jazz-Szene u. a. in der Band Voiture aktiv. Nach dem Abitur zog er nach Dortmund um. Er wechselte von der Bassgitarre zum Kontrabass. 1980 gründete er die Ethno-Jazz-Formation Bescay. Er war Bassist in Jörg Hegemanns Boogie-Express und im gemeinsam mit Wim Wollner (Sax) und Bennie Mokross (Drums) gegründeten Dortmund-Harlem-Trio.

## Diskographische Hinweise
- Bescay – Bescay + Jochen Schrumpf (Roof Music 1986)
- Bescay – Orientology (Parachute Music 1991)